# 115015 Chang Diaz
115015 Chang Diaz este o planetă minoră (asteroid), cu un diametru de 6,148 km, din centura de asteroizi. A fost descoperită pe 24 august 2003 la Observatorio de Cerro Tololo⁠(d) de Marc Buie⁠(d). 
Obiectul prezintă o orbită caracterizată de o semiaxă mare de 2,9970748702602 UAi, o excentricitate de 0,29869680346949, o înclinație de 17,513956733796 ° în raport cu ecliptica.